# Thiên đỉnh

Sơ đồ cho thấy mối liên hệ giữa thiên đỉnh, thiên để và một số loại đường chân trời khác nhau. Chú ý rằng thiên đỉnh là điểm đối diện với thiên để.

Trong thiên văn học, thiên đỉnh (gốc chữ Hán: 天頂) được hiểu nôm na là điểm trên bầu trời thẳng đỉnh đầu người quan sát. Chính xác hơn, các cách định nghĩa sau đều tương đương:
- Nó là điểm có độ cao bằng +90 độ.
- Nó là cực đỉnh của hệ tọa độ chân trời.
- Nó là điểm cắt giữa thiên cầu và đường nối từ tâm Trái Đất qua vị trí người quan sát trên bề mặt Trái Đất.

## Các tính chất
- Điểm đối diện với thiên đỉnh trên thiên cầu gọi là thiên để.
- Đường kinh tuyến trời đi qua thiên đỉnh, thiên để và hai thiên cực (bắc–nam).

## Mặt Trời nhìn từ Trái Đất và thiên đỉnh
Trong hệ tọa độ chân trời, góc thiên đỉnh là góc giữa phương thẳng đứng và vị trí của một thiên thể và là góc phụ với góc cao, tức là góc so với phương nằm ngang (chân trời). Nếu góc thiên đỉnh của Mặt Trời bằng 0°, Mặt Trời ở cao 90° trên đỉnh đầu và ta nói là Mặt Trời lên thiên đỉnh.

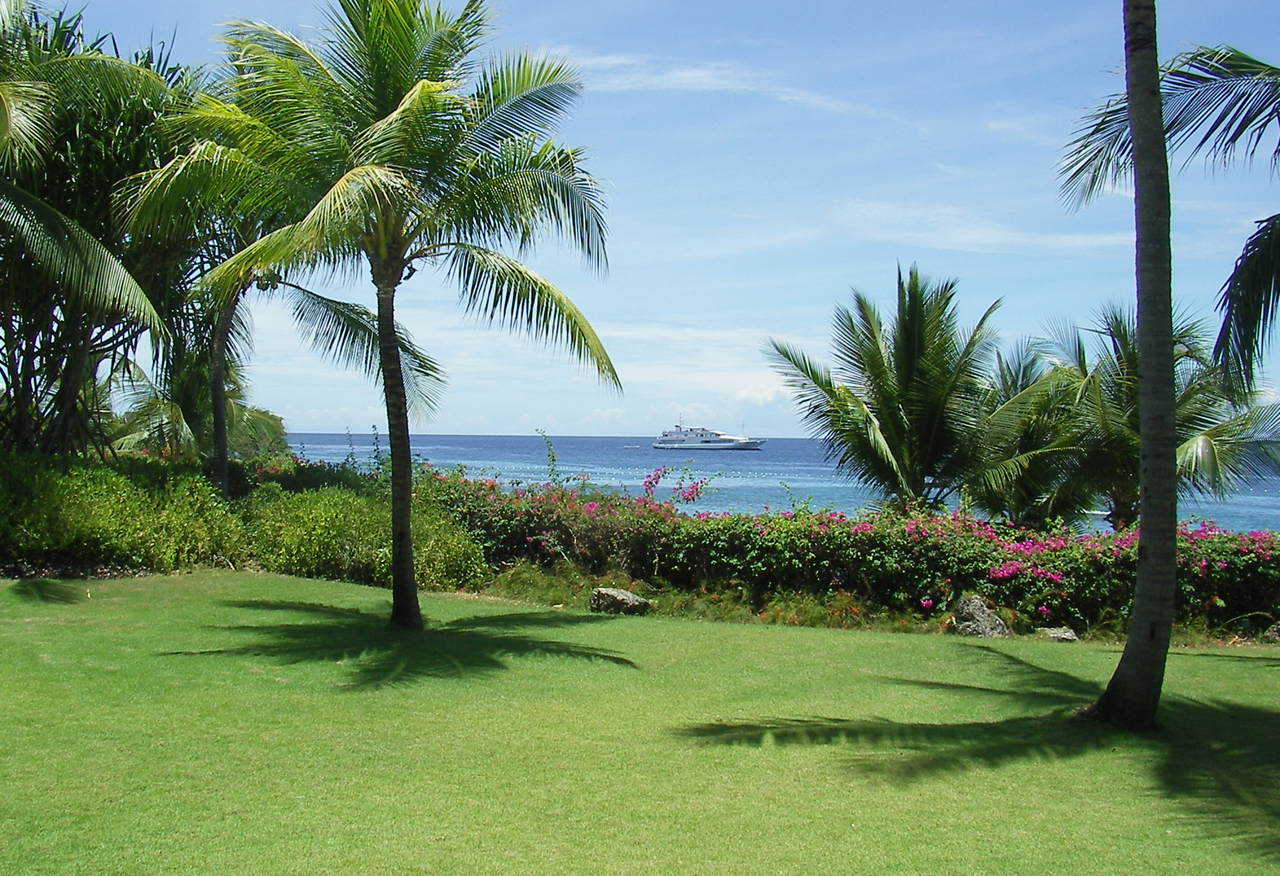
Bóng cây trên mặt đất là ngắn nhất khi Mặt Trời ở ngay trực tiếp trên đỉnh đầu (thiên đỉnh). Hiện tượng này chỉ có thể xảy ra vào lúc trưa Mặt Trời vào những ngày nhất định ở vùng nhiệt đới, khi vĩ độ của địa điểm bằng xích vĩ của Mặt Trời.

Trên Trái Đất, những người quan sát nằm trong khu vực giữa chí tuyến Nam và chí tuyến Bắc (bao gồm cả xích đạo) sẽ quan sát được hiện tượng Mặt Trời lên thiên đỉnh mỗi năm hai lần. Những người quan sát nằm đúng tại hai đường chí tuyến chỉ quan sát được một lần trong năm Mặt Trời ở thiên đỉnh (vào ngày đông chí với chí tuyến Nam và ngày hạ chí với chí tuyến Bắc). Các quan sát viên nằm ở vĩ độ cao hơn chí tuyến Bắc hay thấp hơn chí tuyến Nam sẽ không bao giờ quan sát được Mặt Trời đi qua thiên đỉnh. Địa điểm nơi Mặt Trời lên thiên đỉnh được gọi là hạ điểm Mặt Trời. Mặt Trời lên thiên đỉnh ở chí tuyến Bắc vào ngày 22 tháng 6 (hạ chí) và ở chí tuyến Nam vào ngày 22 tháng 12 (đông chí). Ở xích đạo, Mặt Trời lên thiên đỉnh hai lần trong năm, vào ngày 21 tháng 3 (xuân phân) và 23 tháng 9 (thu phân).
Người Hồi giáo dựa vào việc quan sát bóng của các vật trên mặt đất để tìm ra hướng thiêng qibla đến thánh địa Mecca khi Mặt Trời đi qua thiên đỉnh tại thánh địa vào các ngày 27–28 tháng 5 và 15–16 tháng 7.